# Kugong Island
Kugong Island är en ö i Kanada.   Den ligger i territoriet Nunavut, i den östra delen av landet, 1 200 km norr om huvudstaden Ottawa. Arean är 321 kvadratkilometer.
Terrängen på Kugong Island är mycket platt. Öns högsta punkt är 58 meter över havet. Den sträcker sig 40,8 kilometer i nord-sydlig riktning, och 36,0 kilometer i öst-västlig riktning.
Trakten runt Kugong Island består i huvudsak av gräsmarker.